# ЖФК «Локомотив» в сезоне 2022
Сезон 2022 — 5-й сезон в высшем дивизионе для московского «Локомотива» в Российской суперлиге.

## Товарищеские матчи

### Предсезонные
| Дата       | Локация        | Соперник 1 | Соперник 2            | Счет | Голы 1                              | Голы 2 | Примечание |
| ---------- | -------------- | ---------- | --------------------- | ---- | ----------------------------------- | ------ | ---------- |
| 04.02.2022 | Сиде           | Локомотив  | ЦСКА                  | 1:0  | Рузина                              |        | [ 1 ]      |
| 07.02.2022 | Аксу (Анталья) | Локомотив  | Брондбю               | 4:0  | Морина, Коровкина, Рузина, Ильиных  |        | [ 2 ]      |
| 25.02.2022 | Москва         | Локомотив  | Локомотив—2006 (муж.) | :    |                                     |        | [ 3 ]      |
| 02.03.2022 | Москва         | Локомотив  | Минск                 | 4:0  | Фёдорова, Уильямс, Морина, Хотырева |        | [ 4 ]      |
| 05.03.2022 | Москва         | Локомотив  | Минск                 | 2:0  | Рузина, Козлова                     |        | [ 5 ]      |

### Постсезонные
| Дата       | Локация | Соперник 1 | Соперник 2          | Счет    | Голы 1                                      | Голы 2    | Примечание |
| ---------- | ------- | ---------- | ------------------- | ------- | ------------------------------------------- | --------- | ---------- |
| 13.11.2022 | Москва  | Локомотив  | Крылья Советов      | 2:0     | Уильямс, Юкляева                            |           | [ 6 ]      |
| 18.11.2022 | Москва  | Локомотив  | Чертаново           | 4:0     | Маклинс, Морина, Юкляева, Шеина             |           | [ 7 ]      |
| 27.11.2022 | Москва  | Локомотив  | ФОЛ/Футбольные мамы | 3:0/2:1 | Шеина, Самойлова, Морина/Уильямс, Присяжнюк | —/Рачкова | [ 8 ]      |

| Игр | Выигрыши | Ничьи | Проигрыши | Мячи | ±  |
| --- | -------- | ----- | --------- | ---- | -- |
| 7   | 7        | 0     | 0         | 22—1 | 21 |

## Основной состав
Изменения в составе
| Пришли                 | Из клуба      |
| ---------------------- | ------------- |
| Нап Наталья Машина     | Зенит         |
| ПЗ Надежда Ильиных     | Звезда-2005   |
| Нап Татьяна Морина     | Зенит         |
| ПЗ Кристина Хорошева   | Звезда-2005   |
| Защ Алина Мягкова      | Эллас Верона  |
| Защ Янг Шухуэ          | Сойо Шарон    |
| Нап Чиноньерем Маклинс | Гурник Ленчна |

| Ушли                    | В клуб |
| ----------------------- | ------ |
| Защ Алсу Абдуллина      | Челси  |
| Нап Кристина Черкасова* | Рубин  |
| Вр Виктория Носенко*    | Минск  |
| Защ Эльвира Зиястинова* | Минск  |
| ПЗ Яна Хотырева*        | Минск  |

* В аренду.
| 1  | Флаг Беларуси                      | Вр  | Екатерина Миклашевич | 1992 |  |  |  |  |
| 30 | Флаг России                        | Вр  | Ксения Агапкина      | 2003 |  |  |  |  |
| 46 | Флаг России                        | Вр  | Татьяна Щербак       | 1997 |  |  |  |  |
|    |                                    |     |                      |      |  |  |  |  |
| 3  | Флаг России                        | Защ | Анна Кожникова       | 1987 |  |  |  |  |
| 6  | Флаг США                           | Защ | Кайлан Уиллиамс      | 1998 |  |  |  |  |
| 7  | Флаг России                        | Защ | Анна Беломытцева     | 1996 |  |  |  |  |
| 14 | Флаг России                        | Защ | Кристина Машкова     | 1992 |  |  |  |  |
| 18 | Флаг России                        | Защ | Алина Мягкова        | 1999 |  |  |  |  |
| 21 | Флаг России                        | Защ | Наталья Морозова     | 1995 |  |  |  |  |
| 22 | Флаг Китайской Народной Республики | Защ | Янг Шухуэ            | 2001 |  |  |  |  |
| 95 | Флаг России                        | Защ | Ирина Подшибякина    | 1995 |  |  |  |  |
|    |                                    |     |                      |      |  |  |  |  |

| 8  | Флаг России  | ПЗ  | Юлия Присяжнюк     | 2001 |  |  |  |  |
| 9  | Флаг России  | ПЗ  | Алёна Рузина       | 1999 |  |  |  |  |
| 11 | Флаг России  | ПЗ  | Элина Самойлова    | 1995 |  |  |  |  |
| 16 | Флаг России  | ПЗ  | Яна Шеина          | 2000 |  |  |  |  |
| 19 | Флаг России  | ПЗ  | Ксения Долгова     | 2004 |  |  |  |  |
| 23 | Флаг России  | ПЗ  | Кристина Хорошева  | 2000 |  |  |  |  |
| 29 | Флаг России  | ПЗ  | Виктория Козлова   | 1995 |  |  |  |  |
| 77 | Флаг России  | ПЗ  | Марина Фёдорова    | 1997 |  |  |  |  |
| 79 | Флаг России  | ПЗ  | Мария Галай        | 1992 |  |  |  |  |
| 88 | Флаг России  | ПЗ  | Надежда Ильиных    | 1994 |  |  |  |  |
|    |              |     |                    |      |  |  |  |  |
| 10 | Флаг России  | Нап | Наталья Машина     | 1997 |  |  |  |  |
| 20 | Флаг России  | Нап | Нелли Коровкина    | 1989 |  |  |  |  |
| 45 | Флаг Нигерии | Нап | Чиноньерем Маклинс | 2000 |  |  |  |  |
| 99 | Флаг России  | Нап | Татьяна Морина     | 1993 |  |  |  |  |

## Соревнования

### Суперкубок России
| 18 июня 2022 | Локомотив                                     | 2:1 (1:0) | ЦСКА (Москва)  | Москва                                                                             |
| 14:00 МСК | Морина (Коровкина) 24′ · Фёдорова (Шеина) 65′ | Протокол  | Дамьянович 64′ | Стадион: Спортивный городок «Лужники» Зрителей: 1000 Судья: Анастасия Пустовойтова |
| Локомотив: Щербак, Беломытцева, Машкова, Галай, Самойлова, Хорошева 53' 79', Козлова, Фёдорова, Рузина, Коровкина (К), Морина 61'. · Запасные: Миклашевич, Носенко, Машина, Шеина 61', Хотырева, Долгова, Морозова, Зиястинова, Ларина, Ильиных. · Тренер: Елена Фомина. · ЦСКА: Тодуа (К), Братко, Дамьянович 70', Мясникова 87', Чернова 46', Беспаликова 67', Петрова 83', Черномырдина 73', Онгене, Бизенкова 32', Ордега. · Запасные: Щербакова, Алексеева, Бакланова, Мануйлова 46', Плешкова, Ермакова, Кисконен, Коваленко 32', Смирнова, Шкода 83', Яковлева 67'. · Тренер: Александр Григорян. |                                               |           |                |                                                                                    |

### Суперлига

#### Предварительный этап
| 14 марта 2022 1 тур | Локомотив                                                  | 3:0 (1:0) | Рубин (Казань) | Москва                                                       |
| 16:30 МСК | Коровкина 5′ · Коровкина (Рузина) 50′ · Машина (Шеина) 75′ | Протокол  |                | Стадион: Сапсан Арена Зрителей: 100 Судья: Карина Афанасьева |
| Локомотив: Щербак, Уиллиамс, Беломытцева (К), Галай 80', Машкова, Козлова, Шеина 35', Рузина 80', Фёдорова 82', Морина 46', Коровкина. · Запасные: Носенко, Агапкина, Присяжнюк, Машина 46', Хотырева, Долгова, Морозова 80', Хорошева 82' 86', Ильиных 80'. · Тренер: Елена Фомина. · Рубин: Жукова, Диюн 54', Карандашова (К), Мирзалиева 29', Фетисова, Зайнутдинова, Нестеренко 11' 62', Степановна 86', Шолгина, Алпатова 86', Соколова 86'. · Запасные: Фомченко, Косорукова 86', Кулинич 54', Бондарева 86', Долматова 86', Черкасова, Маселюс 62'. · Тренер: Ренат Мифтахов. |                                                            |           |                |                                                              |

| 22 июля 2022 2 тур | Краснодар (Краснодар) | 1:3 (1:1) | Локомотив                                                    | Краснодар                                                                     |
| 18:00 МСК | Басаева 8′            | Протокол  | Хорошева 21′ (пен.) · Коровкина 50′ · Морина (Коровкина) 80′ | Стадион: Стадион академии ФК «Краснодар» Зрителей: 100 Судья: Марина Крупская |
| Краснодар: Алёшина, Вартанян 46', Десятник, Синько, Барвинюк, Жаркова 85', Лихота, Ястребинская, Воротынцева 85', Басаева (К), Пилигрым. · Запасные: Санжаровская, Ливерко, Пестрецова, Самойленко 85', Фролова 46', Ханова 85', Кошелева. · Тренер: Гамаль Бабаев. · Локомотив: Щербак, Беломытцева, Машкова, Галай, Самойлова, Козлова 46', Хорошева 36', Долгова 85', Шеина, Фёдорова 48', Коровкина (К). · Запасные: Миклашевич, Уиллиамс, Хотырева, Морозова, Зиястинова, Ильиных 85', Морина 46'. · Тренер: Елена Фомина. |                       |           |                                                              |                                                                               |

| 25 марта 2022 3 тур | Енисей (Красноярск) | 0:1 (0:1) | Локомотив                  | Красноярск                                                         |
| 15:00 МСК |                     | Протокол  | Беломытцева (Фёдорова) 20′ | Стадион: Футбол-Арена Енисей Зрителей: 100 Судья: Надежда Горинова |
| Енисей: Цирульникова 90+6', Абраменко 85', Дорофеева, Еремеева, Касина, Ананьева (К), Мамедова 19', Тир 46', Шейкина 84', Жукова, Эводо Экого 71'. · Запасные: Сергиенко, Шаванда, Янушкявичюс, Арцимович, Брусова 85', Булгакова 71' 75', Морозова 46', Васильева. · Тренер: Ольга Капустина. · Локомотив: Щербак, Уиллиамс 46' 90+6', Беломытцева (К) 34', Галай, Машкова, Самойлова, Козлова 79', Шеина 51' 54', Рузина 87', Фёдорова, Коровкина. · Запасные: Носенко, Присяжнюк, Машина 54', Хотырева, Морозова, Хорошева, Шувалова, Морина 87'. · Тренер: Елена Фомина. |                     |           |                            |                                                                    |

| 31 марта 2022 4 тур | Локомотив                                                                | 3:0 (2:0) | Чертаново (Москва) | Москва                                                            |
| 19:00 МСК | Беломытцева 4′ (пен.) · Коровкина (Фёдорова) 33′ · Ильиных (Машкова) 86′ | Протокол  |                    | Стадион: Сапсан Арена Зрителей: 100 Судья: Анастасия Варфоломеева |
| Локомотив: Щербак, Самойлова, Беломытцева (К), Галай, Машкова, Козлова, Фёдорова 81', Шеина, Рузина 27' 72', Машина 60', Коровкина. · Запасные: Миклашевич, Носенко, Присяжнюк, Хотырева, Долгова, Морозова 72', Хорошева, Шувалова, Ильиных 81', Морина 60'. · Тренер: Елена Фомина. · Чертаново: Пономарёва, Бессолова (К), Джиникашвили 47', Шведова, Белоусова 81', Дергоусова, Дубова 46', Рукина, Свистунова 81', Тренькина 46', Петухова 56' 68'. · Запасные: Дудорова, Чугунова, Данилочкина 81', Захарова 46', Чкалова 46', Березанская 81', Сёмина 68'. · Тренер: Василий Маруняк. |                                                                          |           |                    |                                                                   |

| 16 апреля 2022 5 тур | Локомотив             | 1:0 (0:0) | Звезда-2005 (Пермь) | Москва                                                    |
| 12:00 МСК | Машина (Фёдорова) 67′ | Протокол  |                     | Стадион: Сапсан Арена Зрителей: 150 Судья: Наиля Хасанова |
| Локомотив: Щербак, Уиллиамс, Беломытцева (К), Галай, Машкова, Самойлова 58', Козлова, Шеина, Рузина 57' 63', Фёдорова 40', Коровкина. · Запасные: Миклашевич, Носенко, Присяжнюк, Машина 58', Долгова, Морозова, Хорошева, Ильиных 63', Морина. · Тренер: Елена Фомина. · Звезда-2005: Широкова, Акимова, Ларина 25', Никитина, Нургалиева (К), Белая 90', Власенко 47' 69', Сергейчик 90', Шатиленя, Шишкина 74', Ященко 74'. · Запасные: Зварич, Берендеева, Каргапольцева 74', Осипова, Рогожкина 90', Шахова 69', Курочкина 74'. · Тренер: Елена Суслова. |                       |           |                     |                                                           |

| 23 апреля 2022 6 тур | Зенит (Санкт-Петербург)  | 2:0 (1:0) | Локомотив | Санкт-Петербург                                   |
| 19:30 МСК | Цыбутович 13′ · Диаш 49′ | Протокол  |           | Стадион: Смена Зрителей: 480 Судья: Вера Опейкина |
| Зенит: Гриченко, Кипяткова, Куропаткина, Цыбутович (К), Гживиньска 90', Лазарева 60', Лазаревич, Поздеева 32', Диаш 89', Пантюхина, Якупова. · Запасные: Воскобович, Еременкова, Симановская, Семёнова 60', Трофимова 32', Овсянникова, Шестерёва 89'. · Тренер: Ольга Порядина. · Локомотив: Щербак, Уиллиамс, Беломытцева (К), Галай, Машкова, Козлова 68', Морозова 58', Шеина 90', Машина 36', Фёдорова, Коровкина 35'. · Запасные: Миклашевич, Рузина 36', Самойлова 68', Долгова, Хорошева, Ильиных 58', Морина. · Тренер: Елена Фомина. |                          |           |           |                                                   |

| 27 апреля 2022 7 тур | Локомотив | 5:2 (3:1) | Ростов (Ростов-на-Дону)           | Москва                                                     |
| 19:30 МСК | Рузина (Ильиных) 13′ · Коровкина (Беломытцева) 29′ · Рузина (Галай) 31′ · Машина (Коровкина) 65′ · Коровкина (Машина) 90+3′ | Протокол  | Колтакова 19′ · Юхаева 57′ (пен.) | Стадион: Сапсан Арена Зрителей: 200 Судья: Ксения Горячева |
| Локомотив: Миклашевич, Уиллиамс, Беломытцева, Галай 80', Машкова, Козлова, Самойлова, Ильиных 62', Рузина 89', Фёдорова 80', Коровкина (К). · Запасные: Носенко, Машина 62', Хотырева, Долгова 89', Морозова 80', Хорошева, Морина 80'. · Тренер: Елена Фомина. · Ростов: Фёдорова (К), Гасанова, Запотичная, Колтакова, Мызникова 46', Стипан 40', Шадрина 67', Туриева 79', Фролова, Чичкала, Юхаева. · Запасные: Родыгина, Николаева, Новикова, Дигурова 40', Долгих, Качмазова 46', Шалимова. · Тренер: Наталья Карасева. | |           |                                   |                                                            |

| 1 мая 2022 8 тур | Рязань-ВДВ (Рязань) | 0:2 (0:1) | Локомотив                                     | Рязань                                               |
| 11:30 МСК |                     | Протокол  | Коровкина (Галай) 7′ · Коровкина (Рузина) 48′ | Стадион: Олимпиец Зрителей: 150 Судья: Юлия Веселова |
| Рязань-ВДВ: Жаманакова (К), Нуриманова, Перепечина, Бенкевич, Гирчиц, Жумабайкызы, Зубкова 46', Люкина, Солина 46', Долматова, Шатилова 26' 89'. · Запасные: Исайкина, Андреева 89', Базарова, Дьякова, Ильина, Коноваева 46', Тихон 46'. · Тренер: Игорь Гаврилин. · Локомотив: Миклашевич, Уиллиамс 65', Беломытцева, Галай 86', Машкова, Самойлова 46', Козлова, Ильиных 57', Рузина 82', Фёдорова 80', Коровкина (К) 82'. · Запасные: Носенко, Машина 57', Шеина 46', Хотырева, Морозова 86', Хорошева 82', Морина 82'. · Тренер: Елена Фомина. |                     |           |                                               |                                                      |

| 6 мая 2022 9 тур | Локомотив | 0:0 (0:0) | ЦСКА (Москва) | Москва                                                       |
| 20:00 МСК |           | Протокол  |               | Стадион: Сапсан Арена Зрителей: 1000 Судья: Надежда Горинова |
| Локомотив: Миклашевич 17', Уиллиамс, Беломытцева, Галай, Машкова, Самойлова, Козлова, Шеина, Рузина 77' 79', Фёдорова, Коровкина (К) 85'. · Запасные: Носенко, Щербак 17', Машина 85', Хотырева, Долгова, Морозова, Хорошева, Зиястинова, Ильиных 79', Морина. · Тренер: Елена Фомина. · ЦСКА: Тодуа (К), Братко, Дамьянович 90', Мануйлова 74', Мясникова 53', Беспаликова 63', Коваленко, Петрова, Черномырдина 62', Онгене, Ордега. · Запасные: Ананьева, Щербакова, Алексеева, Бакланова, Плешкова, Чернова, Янкович, Ермакова, Кисконен, Шкода 53', Бизенкова, Яковлева 63'. · Тренер: Александр Григорян. |           |           |               |                                                              |

| 15 мая 2022 10 тур | Рубин (Казань)  | 1:1 (0:0) | Локомотив              | Казань                                            |
| 11:30 МСК | Карандашова 48′ | Протокол  | Коровкина (Рузина) 41′ | Стадион: Рубин Зрителей: 100 Судья: Юлия Веселова |
| Рубин: Фомченко, Карандашова (К), Мирзалиева, Шолгина, Бондарева, Зайнутдинова, Литвиненко, Нестеренко 74', Алпатова, Кики, Черкасова 89'. · Запасные: Жукова, Несветаева, Диюн, Фетисова, Хохлова 74', Соколова 89', Долматова. · Тренер: Ренат Мифтахов. · Локомотив: Щербак, Уиллиамс 68' 80', Самойлова, Галай 31', Машкова, Морозова, Козлова, Шеина 66', Рузина, Фёдорова, Коровкина (К) 85'. · Запасные: Носенко, Беломытцева, Машина 31', Хотырева, Хорошева, Ильиных 66', Морина 80'. · Тренер: Елена Фомина. |                 |           |                        |                                                   |

| 21 мая 2022 11 тур | Локомотив | 5:1 (3:0) | Енисей (Красноярск) | Москва                                                        |
| 13:00 МСК | Беломытцева (Рузина) 3′ · Козлова (Фёдорова) 5′ · Беломытцева 13′ · Козлова (Фёдорова) 49′ · Фёдорова (Коровкина) 78′ | Протокол  | Экого 62′           | Стадион: РЖД Арена Зрителей: 250 Судья: Александра Пономарева |
| Локомотив: Щербак, Беломытцева, Машкова, Галай, Морозова 80' 87', Самойлова 78', Козлова, Шеина 46', Рузина, Фёдорова 85', Коровкина (К) 85'. · Запасные: Миклашевич, Носенко, Уиллиамс, Машина 46', Хотырева 87', Хорошева 85', Зиястинова, Ильиных 78', Морина 85'. · Тренер: Елена Фомина. · Енисей: Цирульникова, Абраменко 83', Дорофеева, Еремеева, Касина 9', Ананьева (К), Гайстенова 31', Мамедова 55', Тир 83', Шейкина, Экого 83'. · Запасные: Янушкявичюс 55', Брусова 83', Булгакова 83', Морозова 31', Васильева 83'. · Тренер: Ольга Евгеньевна. | |           |                     |                                                               |

| 28 мая 2022 12 тур | Звезда-2005 (Пермь) | 0:0 (0:0) | Локомотив | Пермь                                                |
| 11:00 МСК |                     | Протокол  |           | Стадион: Звезда Зрителей: 100 Судья: Марина Крупская |
| Звезда-2005: Широкова, Акимова 51', Ларина, Никитина, Нургалиева, Орлова 52', Власенко 41', Осипова 90', Шахова, Курочкина (К), Шишкина. · Запасные: Зварич, Гудченко 90', Каргапольцева, Рогожкина, Ященко. · Тренер: Елена Суслова. · Локомотив: Щербак, Беломытцева, Машкова 44', Галай, Морозова, Самойлова 88', Козлова, Шеина 73', Рузина 88', Фёдорова, Коровкина (К). · Запасные: Носенко, Уиллиамс, Машина 88', Хотырева, Хорошева, Ильиных 73', Морина 88'. · Тренер: Елена Фомина. |                     |           |           |                                                      |

| 4 июня 2022 13 тур | Чертаново (Москва) | 1:3 (0:2) | Локомотив                                                                | Москва                                                        |
| 17:30 МСК | Солонович 78′      | Протокол  | Коровкина (Морина) 32′ · Коровкина (Морина) 36′ · Фёдорова (Козлова) 68′ | Стадион: Арена Чертаново Зрителей: 150 Судья: Алина Вахрушева |
| Чертаново: Пономарёва, Бессолова (К), Джиникашвили 90', Новик, Шведова 46', Белоусова, Дубова 46', Рукина, Свистунова, Тренькина 10', Петухова. · Запасные: Дудорова, Данилочкина 46', Березанская 46' 62', Солонович 10'. · Тренер: Василий Маруняк. · Локомотив: Щербак, Беломытцева 8' 79', Машкова, Галай, Морозова 78' 84', Хорошева, Козлова, Фёдорова, Рузина, Морина 21' 46', Коровкина (К) 79'. · Запасные: Носенко, Агапкина, Уиллиамс 79', Машина 79', Самойлова, Шеина 46', Хотырева, Зиястинова, Ильиных. · Тренер: Елена Фомина. |                    |           |                                                                          |                                                               |

| 10 июня 2022 14 тур | Локомотив | 9:0 (7:0) | Рязань-ВДВ (Рязань) | Москва                                                 |
| 19:00 МСК | Коровкина (Хорошева) 10′ · Фёдорова (Коровкина) 19′ · Морина (Коровкина) 22′ · Коровкина (Хорошева) 25′ · Морина (Коровкина) 28′ · Фёдорова (Рузина) 37′ · Коровкина (Морина) 41′ · Рузина (Коровкина) 64′ · Машина (Долгова) 86′ | Протокол  |                     | Стадион: РЖД Арена Зрителей: 100 Судья: Наиля Хасанова |
| Локомотив: Щербак, Самойлова, Машкова, Галай, Хотырева 67', Хорошева, Козлова 82', Фёдорова, Рузина 67', Морина 46', Коровкина (К) 74'. · Запасные: Миклашевич, Носенко, Уиллиамс, Беломытцева, Машина 46', Шеина, Долгова 74', Зиястинова 67', Ларина 82', Ильиных 67'. · Тренер: Елена Фомина. · Рязань-ВДВ: Жаманакова (К) 46', Нуриманова 82', Бенкевич, Гирчиц, Дьякова 37', Зубкова, Люкина, Солина, Долматова, Матич, Тихон. · Запасные: Исайкина 46', Андреева 82', Базарова, Перепечина, Жумабайкызы, Коноваева 37', Скидан, Шатилова. · Тренер: Игорь Гаврилин. | |           |                     |                                                        |

| 20 августа 2022 15 тур | Ростов (Ростов-на-Дону) | 0:1 (0:1) | Локомотив     | Ростов-на-Дону                                         |
| 17:00 МСК |                         | Протокол  | Коровкина 26′ | Стадион: Локомотив Зрителей: 100 Судья: Наиля Хасанова |
| Ростов: Фёдорова (К), Запотичная, Колтакова, Мызникова 23', Новикова, Шадрина 45', Краснова 75', Туриева, Чичкала 87', Юхаева, Пешкова. · Запасные: Родыгина, Николаева 45', Стипан, Чередина, Долгих, Качмазова 87', Фролова 75'. · Тренер: Наталья Карасева. · Локомотив: Щербак, Беломытцева, Машкова, Галай, Самойлова, Козлова, Фёдорова, Шеина, Рузина 80', Морина 53', Коровкина (К) 90'. · Запасные: Миклашевич, Агапкина, Уиллиамс, Мягкова 53', Долгова 90', Янг, Хорошева, Маклинс 80'. · Тренер: Елена Фомина. |                         |           |               |                                                        |

| 8 июля 2022 16 тур | Локомотив           | 1:1 (0:1) | Зенит (Санкт-Петербург) | Москва                                                   |
| 20:00 МСК | Галай (Машина 90+4′ | Протокол  | Якупова 38′             | Стадион: РЖД Арена Зрителей: 200 Судья: Надежда Горинова |
| Локомотив: Щербак, Беломытцева, Машкова, Галай, Самойлова 85', Хорошева 36', Козлова 75', Фёдорова, Рузина 73' 87', Морина 46', Коровкина (К). · Запасные: Миклашевич, Носенко, Уиллиамс, Машина 75', Шеина 46', Хотырева, Долгова 85', Морозова, Зиястинова, Ильиных 87', Подшибякина. · Тренер: Елена Фомина. · Зенит: Гриченко, Кипяткова 84', Куропаткина, Симановская 77', Цыбутович (К), Гживиньска 86', Лазаревич, Поздеева, Диаш 86', Пантюхина, Якупова 82'. · Запасные: Воскобович, Олексюк, Лазарева 86', Семёнова 82', Трофимова 77', Шарифова, Сорокина, Шестернёва. · Тренер: Ольга Порядина. |                     |           |                         |                                                          |

| 13 августа 2022 17 тур | Локомотив                                                                | 3:0 (2:0) | Краснодар (Краснодар) | Москва                                                   |
| 12:30 МСК | Коровкина (Фёдорова) 8′ · Коровкина (Козлова) 40′ · Шеина (Фёдорова) 47′ | Протокол  |                       | Стадион: Сапсан Арена Зрителей: 150 Судья: Юлия Веселова |
| Локомотив: Щербак, Беломытцева 77', Машкова, Галай, Морозова, Козлова, Самойлова, Шеина, Рузина 64', Фёдорова 77', Коровкина (К) 83'. · Запасные: Миклашевич, Агапкина, Уиллиамс 77', Долгова 83', Хорошева 77', Ильиных 64', Морина. · Тренер: Елена Фомина. · Краснодар: Алёшина, Вартанян, Десятник, Синько 46', Смирнова, Лихота 14', Ястребинская 88', Басаева (К) 86', Пилигрым, Болдырева, Жафарзаде. · Запасные: Кислицына 83', Новосад 46', Фролова 86', Ханова 88'. · Тренер: Гамаль Бабаев. |                                                                          |           |                       |                                                          |

| 27 августа 2022 18 тур | ЦСКА (Москва) | 1:2 (0:1) | Локомотив                           | Химки                                                     |
| 12:30 МСК | Плешкова 68′  | Протокол  | Фёдорова 29′ · Фёдорова (Шеина) 81′ | Стадион: Новые Химки Зрителей: 500 Судья: Кристина Саакян |
| ЦСКА: Тодуа (К) 28', Алексеева, Дамьянович 78', Мясникова 26' 85', Чернова 78', Коваленко, Петрова 78', Черномырдина 39', Онгене 46', Ордега 1' 90++', Яковлева 46'. · Запасные: Щербакова, Бакланова, Братко 78', Мануйлова 78', Плешкова 46', Кисконен 85', Смирнова, Степанова, Бизенкова 46'. · Тренер: Александр Григорян. · Локомотив: Щербак, Беломытцева, Машкова (К), Галай 39', Мягкова, Козлова, Самойлова, Шеина, Рузина 83', Фёдорова, Морина 61'. · Запасные: Миклашевич, Агапкина, Уиллиамс, Долгова 61', Коровкина, Янг, Хорошева, Маклинс 83', Зальмиева, Шувалова, Ильиных. · Тренер: Елена Фомина. |               |           |                                     |                                                           |

##### Результаты по турам
| Тур   | 01 | 02 | 03 | 04 | 05 | 06 | 07 | 08 | 09 | 10 | 11 | 12 | 13 | 14 | 15 | 16 | 17 | 18 |
| ----- | -- | -- | -- | -- | -- | -- | -- | -- | -- | -- | -- | -- | -- | -- | -- | -- | -- | -- |
| Поле  | Д  | В  | В  | Д  | Д  | В  | Д  | В  | Д  | В  | Д  | В  | В  | Д  | В  | Д  | Д  | В  |
| Итог  | В  | В  | В  | В  | В  | П  | В  | В  | Н  | Н  | В  | Н  | В  | В  | В  | Н  | В  | В  |
| Место | 2  | 2  | 2  | 2  | 2  | 3  | 2  | 2  | 2  | 2  | 2  | 2  | 2  | 2  | 2  | 3  | 3  | 2  |

Источник: Женская футбольная лига

Поле: Д = дома; В = на выезде. Итог: Н = ничья; П = команда проиграла; В = команда выиграла; О = матч отложен.

##### Турнирная таблица
| Поз | Команда   | И  | В  | Н | П  | МЗ | МП | РМ  | О  | Квалификация или выбывание               |
| --- | --------- | -- | -- | - | -- | -- | -- | --- | -- | ---------------------------------------- |
| 1   | Зенит     | 18 | 14 | 4 | 0  | 41 | 4  | +37 | 46 | Выход в заключительный этап (1-4 места)  |
| 2   | Локомотив | 18 | 13 | 4 | 1  | 43 | 10 | +33 | 43 | Выход в заключительный этап (1-4 места)  |
| 3   | ЦСКА      | 18 | 13 | 1 | 4  | 34 | 12 | +22 | 40 | Выход в заключительный этап (1-4 места)  |
| 4   | Ростов    | 18 | 7  | 4 | 7  | 18 | 19 | −1  | 25 | Выход в заключительный этап (1-4 места)  |
| 5   | Краснодар | 18 | 6  | 2 | 10 | 18 | 35 | −17 | 20 | Выход в заключительный этап (5-10 места) |

##### Статистика выступлений
| Итого | Итого | Итого | Итого | Итого | Итого | Итого | Итого | Дома | Дома | Дома | Дома | Дома | Дома | На выезде | На выезде | На выезде | На выезде | На выезде | На выезде |
| И     | О     | В     | Н     | П     | МЗ    | МП    | РМ    | В    | Н    | П    | МЗ   | МП   | РМ   | В         | Н         | П         | МЗ        | МП        | РМ        |
| ----- | ----- | ----- | ----- | ----- | ----- | ----- | ----- | ---- | ---- | ---- | ---- | ---- | ---- | --------- | --------- | --------- | --------- | --------- | --------- |
| 18    | 43    | 13    | 4     | 1     | 43    | 10    | +33   | 7    | 2    | 0    | 30   | 4    | +26  | 6         | 2         | 1         | 13        | 6         | +7        |

#### Заключительный этап
| 16 сентября 2022 1 тур | Ростов (Ростов-на-Дону) | 1:0 (0:0) | Локомотив | Ростов-на-Дону                                        |
| 14:30 МСК | Юхаева 48′              | Протокол  |           | Стадион: Локомотив Зрителей: 100 Судья: Вера Опейкина |
| Ростов: Фёдорова (К), Гасанова, Запотичная, Колтакова, Мызникова, Новикова, Краснова, Фролова, Чичкала 90', Юхаева, Пешкова 79'. · Запасные: Родыгина, Николаева, Стипан 90', Чередина, Дигурова, Долгих 79'. · Тренер: Наталья Карасева. · Локомотив: Щербак, Беломытцева 88', Самойлова, Галай, Мягкова, Козлова (К) 25', Долгова, Фёдорова, Шеина 73', Машина 85', Морина 66'. · Запасные: Агапкина, Уиллиамс, Морозова 88', Янг, Хорошева 46', Маклинс 66', Юкляева 85', Ильиных. · Тренер: Елена Фомина. |                         |           |           |                                                       |

| 23 сентября 2022 2 тур | Локомотив           | 1:1 (0:0) | ЦСКА (Москва) | Москва                                                     |
| 20:00 МСК | Ильиных (Шеина) 68′ | Протокол  | Петрова 62′   | Стадион: Сапсан Арена Зрителей: 500 Судья: Марина Крупская |
| Локомотив: Щербак, Беломытцева, Морозова, Галай (К), Мягкова, Самойлова 82', Козлова, Шеина, Рузина, Фёдорова, Хорошева 40'. · Запасные: Миклашевич, Уиллиамс, Машина, Машкова, Долгова 85', Янг, Маклинс 82' , Ильиных 40' 85', Подшибякина, Морина. · Тренер: Елена Фомина. · ЦСКА: Щербакова, Алексеева 80', Бакланова 46', Дамьянович, Плешкова, Чернова, Коваленко (К), Петрова, Черномырдина, Онгене 65' , Ордега. · Запасные: Ананьева, Братко, Янкова, Беспаликова 46' 47', Ермакова, Кисконен, Кишмахова, Смирнова, Бизенкова, Яковлева 65' 67'. · Тренер: Александр Григорян. |                     |           |               |                                                            |

| 30 сентября 2022 3 тур | Локомотив | 0:1 (0:1) | Зенит (Санкт-Петербург) | Москва                                                      |
| 19:00 МСК |           | Протокол  | Поздеева 31′            | Стадион: Сапсан Арена Зрителей: 400 Судья: Надежда Горинова |
| Локомотив: Щербак, Машкова (К), Морозова 6' 30', Галай 77', Мягкова, Самойлова, Козлова 64', Шеина, Рузина 73' 82', Фёдорова, Маклинс 46'. · Запасные: Миклашевич, Уиллиамс, Беломытцева, Машина, Долгова 77', Янг, Хорошева 46' 85', Ильиных, Подшибякина, Морина 85'. · Тренер: Елена Фомина. · Зенит: Гриченко, Кипяткова, Куропаткина, Цыбутович, Лазаревич, Поздеева, Семёнова 67', Трофимова, Диаш 73', Пантюхина, Якупова 73'. · Запасные: Воскобович, Олексюк, Симановская, Гживиньска 73', Лазарева 67', Кики 73', Костарева. · Тренер: Ольга Порядина. |           |           |                         |                                                             |

| 16 октября 2022 4 тур | ЦСКА (Москва)                               | 3:1 (2:0) | Локомотив               | Химки                                                     |
| 11:45 МСК | Чернова 3′ · Петрова 17′ · Черномырдина 78′ |           | Маклинс (Коровкина) 56′ | Стадион: Новые Химки Зрителей: 300 Судья: Кристина Саакян |
| ЦСКА: Щербакова, Алексеева, Братко, Дамьянович (К) 11', Плешкова 77', Чернова, Петрова 83', Смирнова, Черномырдина, Онгене 76', Ордега. · Запасные: Ананьева, Блынская 77', Янкович, Беспаликова 76', Бизенкова 83', Яковлева. · Тренер: Александр Григорян. · Локомотив: Щербак, Беломытцева 15', Машкова 84', Галай 46', Мягкова, Самойлова 46', Козлова, Фёдорова 63', Шеина, Коровкина (К) 82', Маклинс 31'. · Запасные: Миклашевич, Уиллиамс, Машина, Долгова 46', Янг 46', Хорошева 63', Юкляева 82' 87', Ильиных 84', Подшибякина, Морина. · Тренер: Елена Фомина. |                                             |           |                         |                                                           |

| 21 октября 2022 5 тур | Локомотив                                                     | 3:1 (0:0) | Ростов (Ростов-на-Дону) | Москва                                                           |
| 20:30 МСК | Хорошева 50′ · Хорошева (Шеина) 76′ · Беломытцева (Шеина) 81′ | Протокол  | Галай 51′ (авт.)        | Стадион: Сапсан Арена Зрителей: 200 Судья: Александра Пономарева |
| Локомотив: Миклашевич, Беломытцева, Машкова, Янг, Галай 63', Козлова, Долгова 78', Шеина, Рузина 63', Коровкина (К) 88', Маклинс 46'. · Запасные: Щербак, Уиллиамс 78', Машина 63' 67', Самойлова, Мягкова 63', Морозова, Хорошева 46', Зальмиева, Юкляева, Ильиных 88', Подшибякина, Морина. · Тренер: Елена Фомина. · Ростов: Фёдорова (К), Гасанова, Запотичная 46', Мызникова, Новикова, Стипан 58', Дигурова 37', Краснова 86', Туриева 79' 87', Фролова, Юхаева 10'. · Запасные: Родыгина, Николаева, Чередина, Долгих, Качмазова 58', Шалимова 86'. · Тренер: Наталья Карасева. |                                                               |           |                         |                                                                  |

| 29 октября 2022 6 тур | Зенит (Санкт-Петербург) | 0:1 (0:1) | Локомотив              | Санкт-Петербург                                       |
| 17:00 МСК |                         | Протокол  | Беломытцева 11′ (пен.) | Стадион: Смена Зрителей: 782 Судья: Надежда Гориноова |
| Зенит: Воскобович, Кипяткова, Куропаткина 86', Симановская, Цыбутович (К), Гживиньска 22', Лазаревич 66', Поздеева 16' 39', Диаш 46', Пантюхина 46', Якупова 46'. · Запасные: Гриченко, Семёнова 66', Трофимова 46' 89', Шарифова, Кики 46', Костарева 46', Шестернёва. · Тренер: Ольга Порядина. · Локомотив: Миклашевич, Беломытцева, Машкова, Янг 15', Морозова 90+2', Самойлова, Козлова, Шеина 90+5', Рузина 77', Хорошева 46', Коровкина (К) 70'. · Запасные: Щербак, Уиллиамс, Машина 70' 83', Мягкова, Долгова 77', Юкляева 90', Фёдорова 46', Галай, Ильиных, Подшибякина, Морина. · Тренер: Елена Фомина. |                         |           |                        |                                                       |

##### Результаты по турам
| Тур   | 01 | 02 | 03 | 04 | 05 | 06 | 07 | 08 | 09 | 10 | 11 | 12 |
| ----- | -- | -- | -- | -- | -- | -- | -- | -- | -- | -- | -- | -- |
| Поле  | В  | Д  | Д  | В  | Д  | В  |    |    |    |    |    |    |
| Итог  | П  | Н  | П  | П  | В  | В  |    |    |    |    |    |    |
| Место | 2  | 2  | 3  | 3  | 3  | 3  |    |    |    |    |    |    |

Источник: Женская футбольная лига

Поле: Д = дома; В = на выезде. Итог: Н = ничья; П = команда проиграла; В = команда выиграла; О = матч отложен.

##### Турнирная таблица
| Поз | Команда   | И  | В  | Н | П  | МЗ | МП | РМ  | О  | Квалификация или выбывание |
| --- | --------- | -- | -- | - | -- | -- | -- | --- | -- | -------------------------- |
| 1   | Зенит     | 24 | 17 | 6 | 1  | 48 | 7  | +41 | 34 |                            |
| 2   | ЦСКА      | 24 | 16 | 3 | 5  | 46 | 17 | +29 | 31 |                            |
| 3   | Локомотив | 24 | 15 | 5 | 4  | 49 | 17 | +32 | 28 |                            |
| 4   | Ростов    | 24 | 8  | 5 | 11 | 20 | 31 | -11 | 16 |                            |

Обновлено для матчей, сыгранных на 29.10.2022. Источник: ЖФЛ
Примечания:
- Количество очков у команд с учётом десятых долей, полученных после деления очков: Зенит — 23.0, Локомотив — 21.5, ЦСКА — 20.0, Ростов — 12.5

##### Статистика выступлений
| Итого | Итого | Итого | Итого | Итого | Итого | Итого | Итого | Дома | Дома | Дома | Дома | Дома | Дома | На выезде | На выезде | На выезде | На выезде | На выезде | На выезде |
| И     | О     | В     | Н     | П     | МЗ    | МП    | РМ    | В    | Н    | П    | МЗ   | МП   | РМ   | В         | Н         | П         | МЗ        | МП        | РМ        |
| ----- | ----- | ----- | ----- | ----- | ----- | ----- | ----- | ---- | ---- | ---- | ---- | ---- | ---- | --------- | --------- | --------- | --------- | --------- | --------- |
| 24    | 28    | 15    | 5     | 4     | 49    | 17    | +32   | 8    | 3    | 1    | 34   | 7    | +27  | 7         | 2         | 3         | 16        | 11        | +5        |

### Кубок России
| 16 июля 2022 ⅛ финала | Урал-УРФА (Екатеринбург) | 1:11 (0:8) | Локомотив | Екатеринбург                                                |
| 14:00 МСК | Слободчикова 69′         | Протокол   | Овсяникова 7′ (авт.) · Машина (Долгова) 10′ · Машина (Рузина) 13′ · Рузина (Коровкина) 15′ · Машина (Рузина) 31′ · Фёдорова (Рузина) 35′ · Долгова (Коровкина) 43′ · Коровкина (Хорошева) 44′ · Машина (Долгова) 65′ · Хотырева 78′ · Фёдорова (Морозова) 90′ | Стадион: Манеж «Урал» Зрителей: 50 Судья: Карина Афанасьева |
| Урал-УРФА: Головатенко, Бирюкова 80', Воронина (К), Ильченко 50', Овсяникова, Болтенкова 71', Гафурова 80', Газимова, Жижова, Слободчикова, Корнильцева 71'. · Запасные: Захарова, Максимова 50', Козлова 80', Коротких, Шубина 80', Ростилова 71', Асадуллаева 71'. · Тренер: Денис Сафонов. · Локомотив: Миклашевич, Беломытцева, Машкова, Галай 46', Самойлова 46', Хорошева, Долгова, Фёдорова, Рузина 46', Машина, Коровкина (К) 46'. · Запасные: Носенко, Уиллиамс 46', Шеина, Хотырева 46', Морозова 46', Козлова, Ильиных 46'. · Тренер: Елена Фомина. |                          |            | |                                                             |

| 5 августа 2022 ¼ финала | Локомотив                                                                         | 3:0 (0:0) | Чертаново (Москва) | Москва                                                  |
| 20:00 МСК | Коровкина (Галай) 52′ · Долгова 59′ · Морина (Долгова) 78′ · ————— · Фёдорова 50' | Протокол  |                    | Стадион: РЖД Арена Зрителей: 150 Судья: Марина Крупская |
| Локомотив: Щербак, Беломытцева, Машкова, Галай, Самойлова 71', Хорошева 46', Козлова, Шеина 71', Рузина 82', Фёдорова 82', Коровкина (К). · Запасные: Миклашевич, Уиллиамс, Долгова 46', Морозова 71', Ларина, Юкляева 82' 90+2', Ильиных 82', Морина 71'. · Тренер: Елена Фомина. · Чертаново: Пономарёва, Бессолова (К), Джиникашвили, Белоусова, Данилочкина 60', Захарова 75', Прохорченко 63', Рукина, Свистунова, Козыренко 59', Петухова 73'. · Запасные: Дудорова, Олегина, Чугунова, Шведова 63', Березанская 75', Сёмина 60'. · Тренер: Василий Маруняк. |                                                                                   |           |                    |                                                         |

| 10 сентября 2022 ½ финала | Зенит (Санкт-Петербург) | 2:0 (1:0) | Локомотив | Санкт-Петербург                                     |
| 12:30 МСК | Якупова 37′ · Диаш 47′  | Протокол  |           | Стадион: Смена Зрителей: 1 924 Судья: Вера Опейкина |
| Зенит: Гриченко, Кипяткова, Куропаткина, Цыбутович (К), Лазаревич, Поздеева 41', Семёнова 83', Трофимова 78', Диаш 44' 78', Пантюхина, Якупова 62'. · Запасные: Воскобович, Симановская, Гживиньска 62', Лазарева 78', Кики 78', Костарева 83', Шестернёва. · Тренер: Ольга Порядина. · Локомотив: Щербак, Беломытцева, Машкова (К) 46', Галай 72', Мягкова 68', Самойлова, Козлова, Шеина 31', Рузина 77', Фёдорова, Морина 50'. · Запасные: Агапкина, Уиллиамс, Машина 68', Долгова 46', Коровкина, Морозова, Янг, Хорошева, Маклинс 50', Ильиных 77'. · Тренер: Елена Фомина. |                         |           |           |                                                     |

### Статистика сезона
| Соревнование      | Первый матч          | Последний матч  | Раунд-начало  | Итог выступления | Статистика выступлений | Статистика выступлений | Статистика выступлений | Статистика выступлений | Статистика выступлений | Статистика выступлений | Статистика выступлений | Статистика выступлений | Ссылка |
| Соревнование      | Первый матч          | Последний матч  | Раунд-начало  | Итог выступления | И                      | В                      | Н                      | П                      | ГЗ                     | ГП                     | РМ                     | В%                     | Ссылка |
| ----------------- | -------------------- | --------------- | ------------- | ---------------- | ---------------------- | ---------------------- | ---------------------- | ---------------------- | ---------------------- | ---------------------- | ---------------------- | ---------------------- | ------ |
| Чемпионат России  | Рубин (д) ― 3:0      | Зенит (г) ― 1:0 | 1 тур         | 3                | 24                     | 15                     | 5                      | 4                      | 49                     | 17                     | +32                    | 062,50                 |        |
| Кубок России      | Урал-УрФА (г) ― 11:1 | Зенит (г) ― 0:2 | 1/8 финала    | 1/2 финала       | 3                      | 2                      | 0                      | 1                      | 14                     | 3                      | +11                    | 066,67                 |        |
| Лига Чемпионов    | Не участвовал        | Не участвовал   | Не участвовал | Не участвовал    | Не участвовал          | Не участвовал          | Не участвовал          | Не участвовал          | Не участвовал          | Не участвовал          | Не участвовал          | Не участвовал          |        |
| Суперкубок России | ЦСКА (н) ― 2:1       | ЦСКА (н) ― 2:1  | Финал         | Обладатель       | 1                      | 1                      | 0                      | 0                      | 2                      | 1                      | +1                     | 100,00                 |        |
| Всего             | Всего                | Всего           | Всего         | Всего            | 28                     | 18                     | 5                      | 5                      | 65                     | 21                     | +44                    | 064,29                 |        |

#### Бомбардиры
Включает в себя все официальные игры. Список отсортирован по итоговому результату.
| Поз. | Номер | Имя                | Чемпионат России | Кубок России | Суперкубок России | Лига чемпионов | Итого  |
| ---- | ----- | ------------------ | ---------------- | ------------ | ----------------- | -------------- | ------ |
| Нап  | 20    | Нелли Коровкина    | 17               | 2            | 0                 | 0              | 19     |
| ПЗ   | 77    | Марина Фёдорова    | 6                | 2            | 1                 | 0              | 9      |
| Нап  | 10    | Наталья Машина     | 4                | 4            | 0                 | 0              | 8      |
| Защ  | 7     | Анна Беломытцева   | 6 (2)            | 0            | 0                 | 0              | 6 (2)  |
| Нап  | 99    | Татьяна Морина     | 3                | 1            | 1                 | 0              | 5      |
| ПЗ   | 9     | Алёна Рузина       | 3                | 1            | 0                 | 0              | 4      |
| ПЗ   | 23    | Кристина Хорошева  | 3 (1)            | 0            | 0                 | 0              | 3 (1)  |
| ПЗ   | 29    | Виктория Козлова   | 2                | 0            | 0                 | 0              | 2      |
| ПЗ   | 19    | Ксения Долгова     | 0                | 2            | 0                 | 0              | 2      |
| ПЗ   | 88    | Надежда Ильиных    | 2                | 0            | 0                 | 0              | 2      |
| ПЗ   | 16    | Яна Шеина          | 1                | 0            | 0                 | 0              | 1      |
| Защ  | 79    | Мария Галай        | 1                | 0            | 0                 | 0              | 1      |
| ПЗ   | 17    | Яна Хотырева       | 0                | 1            | 0                 | 0              | 1      |
| Нап  | 45    | Чиноньерем Маклинс | 1                | 0            | 0                 | 0              | 1      |
|      |       | Автогол            | 0                | 1            | 0                 | 0              | 1      |
|      |       | ВСЕГО              | 49 (3)           | 14           | 2                 | 0              | 64 (3) |

#### Голевые передачи
Включает в себя все официальные игры. Список отсортирован по итоговому результату.
| Поз. | Номер | Имя               | Чемпионат России | Кубок России | Суперкубок России | Лига чемпионов | Итого |
| ---- | ----- | ----------------- | ---------------- | ------------ | ----------------- | -------------- | ----- |
| Нап  | 20    | Нелли Коровкина   | 8                | 2            | 1                 | 0              | 11    |
| ПЗ   | 9     | Алёна Рузина      | 5                | 3            | 0                 | 0              | 8     |
| ПЗ   | 77    | Марина Фёдорова   | 7                | 0            | 0                 | 0              | 7     |
| ПЗ   | 16    | Яна Шеина         | 5                | 0            | 1                 | 0              | 6     |
| ПЗ   | 19    | Ксения Долгова    | 1                | 3            | 0                 | 0              | 4     |
| Нап  | 99    | Татьяна Морина    | 3                | 0            | 0                 | 0              | 3     |
| ПЗ   | 23    | Кристина Хорошева | 2                | 1            | 0                 | 0              | 3     |
| Защ  | 79    | Мария Галай       | 2                | 1            | 0                 | 0              | 3     |
| Нап  | 10    | Наталья Машина    | 2                | 0            | 0                 | 0              | 2     |
| ПЗ   | 29    | Виктория Козлова  | 2                | 0            | 0                 | 0              | 2     |
| ПЗ   | 88    | Надежда Ильиных   | 1                | 0            | 0                 | 0              | 1     |
| Защ  | 7     | Анна Беломытцева  | 1                | 0            | 0                 | 0              | 1     |
| Защ  | 14    | Кристина Машкова  | 1                | 0            | 0                 | 0              | 1     |
| Защ  | 21    | Наталья Морозова  | 0                | 1            | 0                 | 0              | 1     |
|      |       | ВСЕГО             | 40               | 11           | 2                 | 0              | 53    |

#### «Сухие» матчи
Включает в себя все официальные игры. Список отсортирован по итоговому результату.
| Номер | Имя                  | Чемпионат России | Кубок России | Суперкубок России | Лига чемпионов | Итого |
| ----- | -------------------- | ---------------- | ------------ | ----------------- | -------------- | ----- |
| 46    | Татьяна Щербак       | 9                | 1            | 0                 | 0              | 10    |
| 1     | Екатерина Миклашевич | 3                | 0            | 0                 | 0              | 3     |
|       |                      | 12               | 1            | 0                 | 0              | 13    |

#### Пенальти
Включает в себя все официальные игры. Список отсортирован по итоговому результату.
| Игрок             | Дата       | Соревнование | Соперник  | Минута | Статус | Счёт | Итог |
| ----------------- | ---------- | ------------ | --------- | ------ | ------ | ---- | ---- |
| Анна Беломытцева  | 31.03.2022 | Суперлига    | Чертаново | 7'     | Забит  | 1:0  | 3:0  |
| Кристина Хорошева | 22.07.2022 | Суперлига    | Краснодар | 21'    | Забит  | 1:1  | 1:3  |
| Марина Фёдорова   | 05.08.2022 | Кубок России | Чертаново | 50'    | Промах | 0:0  | 3:0  |
| Анна Беломытцева  | 29.10.2022 | Суперлига    | Зенит     | 11'    | Забит  | 0:1  | 0:1  |

## Молодёжный состав
| 33 | Флаг России   | Вр  | Анна Берестовицкая | 2005 |  |  |  |  |
| 68 | Флаг России   | Вр  | Есения Еремеева    | 2006 |  |  |  |  |
|    |               |     |                    |      |  |  |  |  |
| 39 | Флаг Беларуси | Защ | Елизавета Гиба     | 2004 |  |  |  |  |
| 41 | Флаг России   | Защ | Анна Соловьёва     | 2005 |  |  |  |  |
| 44 | Флаг России   | Защ | Кристина Агеева    | 2003 |  |  |  |  |
| 57 | Флаг России   | Защ | Валерия Лушникова  | 2006 |  |  |  |  |
| 63 | Флаг России   | Защ | Василиса Лакеева   | 2006 |  |  |  |  |
| 81 | Флаг России   | Защ | Валерия Шувалова   | 2003 |  |  |  |  |
| 89 | Флаг России   | Защ | Анастасия Орлова   | 2005 |  |  |  |  |
|    |               |     |                    |      |  |  |  |  |

| 26 | Флаг России | ПЗ  | Ульяна Слободчикова | 2006 |  |  |  |  |
| 32 | Флаг России | ПЗ  | София Стельмахова   | 2006 |  |  |  |  |
| 55 | Флаг России | ПЗ  | Алиса Савина        | 2003 |  |  |  |  |
| 58 | Флаг России | ПЗ  | Мария Самекова      | 2005 |  |  |  |  |
| 64 | Флаг России | ПЗ  | Майя Чижевская      | 2006 |  |  |  |  |
| 66 | Флаг России | ПЗ  | Алиса Мишурина      | 2005 |  |  |  |  |
| 67 | Флаг России | ПЗ  | Азалия Зальмиева    | 2006 |  |  |  |  |
| 71 | Флаг России | ПЗ  | Александра Ларина   | 2004 |  |  |  |  |
| 72 | Флаг России | ПЗ  | Анастасия Гненная   | 2006 |  |  |  |  |
| 75 | Флаг России | ПЗ  | Полина Юкляева      | 2003 |  |  |  |  |
|    |             |     |                     |      |  |  |  |  |
| 25 | Флаг России | Нап | Ксения Каурова      | 2004 |  |  |  |  |
| 37 | Флаг России | Нап | Кристина Болдырева  | 2006 |  |  |  |  |

### Соревнования

#### Молодёжная лига

##### Результаты матчей
| 24 апреля 2022 1 тур | Локомотив                                                                 | 5:1 (2:0) | Рубин (Казань) | Москва                |
| 12:30 МСК | Долгова 6′ · Хотырева 30′ (пен.) · Юкляева 51′ · Юкляева 60′ · Ларина 73′ | Протокол  | Матвеева 55′   | Стадион: Сапсан Арена |
| Локомотив: Агапкина (К), Лушникова, Подшибякина, Соловьёва 71', Шувалова, Гненная 46', Долгова, Ларина 80', Присяжнюк, Хотырева 71', Юкляева 80'. · Запасные: Берестовицкая, Еремеева, Нестерович, Стельмахова 71', Болдырева 71', Агеева, Самекова 80', Чижевская 46', Зальмиева 80', Портунова. · Тренер: Александр Заякин. · Казань: Несветаева, Куркина, Савчук 52', Шакирова, Ерёмина, Иванова 56', Овечкина, Цыплова, Матвеева 76', Прошина, Хакимова. · Запасные: Хабибрахманова, Альмеева, Гиматдинова, Елеференко, Закирова, Безобразова 56', Крюкова 76'. · Тренер: Илья Ульянин. |                                                                           |           |                |                       |

| 30 апреля 2022 2 тур | Енисей (Красноярск) | 0:2 (0:0) | Локомотив                   | Красноярск                     |
| 08:00 МСК |                     | Протокол  | Юкляева 75′ · Болдырева 88′ | Стадион: Футбол-Арена «Енисей» |
| Красноярск: Сержантова, Лебедева, Плотиникова, Шаванда, Янушкявичус, Брусова, Булгакова, Варавка (К), Морозова, Смирнова, Васильева. Запасные: Жудина, Молчан, Томиленко, Бакатович, Люкева, Россова, Сенченко, Скворцова, Кузьмина, Мархамова, Плужник, Шелохвостова. Тренер: Евгений Алексеев. Локомотив: Агапкина (К), Лушникова, Подшибякина, Соловьёва, Шувалова, Гненная, Долгова, Ларина, Присяжнюк, Стельмахова, Юкляева. Запасные: Берестовицкая, Нестерович, Болдырева, Самекова, Чижевская, Зальмиева. Тренер: Александр Заякин. |                     |           |                             |                                |

| 8 мая 2022 3 тур | Локомотив     | 1:2 (0:1) | Химки-УОР (Московская область) | Москва                |
| 13:00 МСК | Соловьёва 49′ | Протокол  | Петкус 19′ (пен.) · Жукова 51′ | Стадион: Сапсан Арена |
| Локомотив: Агапкина (К), Лушникова, Подшибякина, Соловьёва 79', Шувалова 70', Долгова, Ларина, Присяжнюк 89', Стельмахова 46', Хорошева, Юкляева. · Запасные: Берестовицкая, Нестерович, Агеева, Самекова, Чижевская 46', Мишурина 70', Зальмиева 79', Гненная 89', Портунова, Орлова. · Тренер: Александр Заякин. · Московская область: Гурьева К, Бибикова, Немцева, Сидоркина, Жукова А. 90', Ишмухаметова 88', Литвиненко 61', Жукова Г. 90', Петкус, Сорокина, Становова. · Запасные: Приходько, Аникина, Бирюкова, Гурьева П., Князева, Гоменко 88', Иващенко, Квачантирадзе 90', Стельмахова 61' 81', Гринева 90', Кузнецова. · Тренер: Дмитрий Кудряшов. |               |           |                                |                       |

| 15 мая 2022 4 тур | Рязань-ВДВ (Рязань) | 0:1 (0:0) | Локомотив     | Рязань           |
| 11:30 МСК |                     | Протокол  | Соловьёва 66′ | Стадион: Спартак |
| Рязань: Исайкина, Андреева, Базарова, Лалиева, Баркова 90', Бенкевич, Зубкова (К), Ильина 89', Серова, Табукова 75', Тихон. · Запасные: Абасалямова, Пестова, Грунина, Коваленко, Арушанян, Клачкова, Портная, Угольникова 75'. · Тренер: Иван Квасов. · Локомотив: Агапкина (К), Лушникова, Подшибякина, Соловьёва 83', Шувалова, Гненная 52', Долгова, Ларина, Присяжнюк 75', Юкляева 83', Болдырева 52'. · Запасные: Берестовицкая, Нестерович, Стельмахова 75', Савина, Самекова 83', Чижевская 52', Мишурина 52', Зальмиева, Орлова 83'. · Тренер: Александр Заякин. |                     |           |               |                  |

| 22 мая 2022 5 тур | Локомотив   | 1:0 (0:0) | Зенит (Санкт-Петербург) | Москва                |
| 13:00 МСК | Юкляева 75′ | Протокол  |                         | Стадион: Сапсан Арена |
| Локомотив: Агапкина (К), Лушникова, Нестерович, Соловьёва 74', Шувалова, Долгова 80', Ларина, Присяжнюк, Хорошева 70' 89', Хотырева, Юкляева 89'. · Запасные: Берестовицкая, Еремеева, Стельмахова 80', Болдырева 74', Агеева, Самекова, Чижевская 89', Мишурина 89', Зальмиева, Портунова, Орлова. · Тренер: Александр Заякин. · Санкт-Петербург: Дронова, Олексюк, Соколова, Власова, Курохтина, Медведь, Шарифова, Андреева (К) 42', Банул, Сорокина 45', Федишина 74'. · Запасные: Толибекова, Батова 74', Добрина. · Тренер: Алексей Тарасюк. |             |           |                         |                       |

| 28 мая 2022 6 тур | Локомотив                     | 2:0 (1:0) | Чертаново (Москва) | Москва                |
| 12:00 МСК | Присяжнюк 13′ · Соловьёва 23′ | Протокол  |                    | Стадион: Сапсан Арена |
| Локомотив: Агапкина (К) 90' 90', Зиястинова 39', Лушникова, Подшибякина 58', Соловьёва 71', Шувалова, Гненная 44', Долгова 84', Ларина, Присяжнюк 52' 71', Юкляева 75' 84'. · Запасные: Берестовицкая, Еремеева, Нестерович 58', Стельмахова 71', Болдырева 71', Агеева 84', Самекова 84', Чижевская, Мишурина, Зальмиева, Портунова, Орлова. · Тренер: Александр Заякин. · Москва: Селихова, Азеева, Демидова, Чугунова, Данилочкина, Захарова, Карагезян 59', Удовиченко 62', Борисова, Петрунькина 88', Петухова. · Запасные: Любимова, Станишич, Шишкова 59', Колесник, Крученкова, Смирнова 88'. · Тренер: Наталья Титкова. |                               |           |                    |                       |

| 4 июня 2022 7 тур | Краснодар (Краснодар)                 | 2:1 (0:1) | Локомотив  | Краснодар                                |
| 11:00 МСК | Фролова 55′ (пен.) · Ястребинская 67′ | Протокол  | Юкляева 2′ | Стадион: Стадион академии ФК «Краснодар» |
| Краснодар: Санжаровская, Бурун (К), Вартанян, Шершунова, Миляева 46', Нестеренко 67', Самойленко, Фролова, Ястребинская 80' 89', Ханова, Шуба 86'. · Запасные: Бачурина, Антидзе, Пантелеева, Бугаенко, Ливерко 67', Макеева, Пестрецова 89', Воротынцева 46', Кошелева 86', Парулуа, Хрыкина. · Тренер: Андрей Горбань. · Локомотив: Берестовицкая, Лушникова, Нестерович (К), Соловьёва 68' 70', Шувалова, Гненная 83', Долгова, Зальмиева 65' 70', Присяжнюк 83', Стельмахова 70', Юкляева 45' 80'. · Запасные: Еремеева, Болдырева 70', Савина 70', Самекова 83', Чижевская 70', Мишурина 83'. · Тренер: Александр Заякин. |                                       |           |            |                                          |

| 11 июня 2022 8 тур | Динамо (Москва) | 0:2 (0:1) | Локомотив                                                              | Новогорск                           |
| 18:00 МСК |                 | Протокол  | Лушникова 41′ (пен.) · Савина 67′ · ————— · Машина 30' · Присяжнюк 55' | Стадион: ВТБ УТБ «Новогорск-Динамо» |
| Москва: Таранченко, Первушина, Голева 57', Абашилова, Чистякова, Гейбиева, Дричева, Комиссарова (К), Котельникова, Пешехонова, Памен Тчато. · Запасные: Щервянина, Гудаева, Елисеева 57', Князева, Сугробова, Блынская, Новикова, Рубцова, Туманова, Яковенко, Яковлева. · Тренер: Сергей Лаврентьев. · Локомотив: Агапкина (К), Лушникова, Морозова, Шувалова, Гненная 81', Долгова 72', Ларина, Присяжнюк 60', Савина 81', Чижевская, Машина 77' 81'. · Запасные: Берестовицкая, Нестерович 81', Стельмахова 60' 85', Болдырева 72', Соловьёва, Агеева, Самекова 81', Лакеева, Мишурина 81'. · Тренер: Александр Заякин. |                 |           |                                                                        |                                     |

| 17 июня 2022 9 тур | Локомотив | 0:3 (0:0) | Крылья Советов (Самара)                        | Москва                |
| 13:00 МСК |           | Протокол  | Савина 26′ (авт.) · Руднева 49′ · Гусарова 61′ | Стадион: Сапсан Арена |
| Локомотив: Агапкина (К), Лушникова, Подшибякина 76', Соловьёва 76', Шувалова 76', Ларина, Присяжнюк, Савина 55', Стельмахова 60', Чижевская, Юкляева. · Запасные: Берестовицкая, Нестерович 76', Агеева, Лакеева 76', Мишурина 60', Зальмиева 76', Гненная 55', Портунова, Орлова. · Тренер: Александр Заякин. · Самара: Прокопьева, Дурнова (К), Пономарева, Соловова, Чудилина, Гефко, Гусарова 90', Иванова А. 87', Иванова С., Солодухина, Руднева. · Запасные: Иванова Д., Дёгтева, Рыбакова, Казиева 90', Никифорова, Рябова 87', Романова. · Тренер: Галина Комарова. |           |           |                                                |                       |

| 2 июля 2022 10 тур | ЦСКА (Москва) | 0:0 (0:0) | Локомотив | Ястребки                       |
| 18:00 МСК |               | Протокол  |           | Стадион: Парк-отель «Горизонт» |
| Москва: Ананьева, Клюкина, Печерская, Плешкова, Ермакова, Кисконен, Семенова, Степанова 69' 88', Янковска 65', Братищева, Самсонюк. · Запасные: Асабина, Виноградова, Бециву, Насибуллова, Самсонюк, Сеноедова, Быличкина, Греули, Еременко 65', Смирнова 88', Чириченко. · Тренер: Георгий Шебаршин. · Локомотив: Агапкина (К), Лушникова, Шувалова, Гненная 62', Долгова 79', Ларина, Присяжнюк, Савина, Юкляева 79', Ильиных 90', Машина 90'. · Запасные: Берестовицкая, Нестерович, Стельмахова 79', Агеева, Лакеева 90', Чижевская 62', Мишурина 90', Зальмиева 79', Орлова. · Тренер: Александр Заякин. |               |           |           |                                |

| 9 июля 2022 11 тур | Локомотив | 12:0 (6:0) | Звезда-2005 (Пермь) | Москва                |
| 18:00 МСК | Соловьёва 7′ · Соловьёва 10′ · Соловьёва 18′ · Присяжнюк 19′ · Хотырева 23′ (пен.) · Долгова 43′ · Хотырева 54′ · Лушникова 61′ · Зальмиева 66′ · Шувалова 82′ · Лушникова 89′ · Орлова 90′ | Протокол   |                     | Стадион: Сапсан Арена |
| Локомотив: Агапкина (К), Лушникова, Соловьёва 46', Шувалова, Гненная, Долгова 59', Ларина, Присяжнюк 46', Савина, Хотырева 59', Юкляева 65'. · Запасные: Берестовицкая, Нестерович, Стельмахова 46', Агеева 59', Лакеева, Чижевская, Мишурина 46', Зальмиева 65', Орлова 59'. · Тренер: Александр Заякин. · Пермь: Шарафутдинова, Нургалиева, Смирнова 77', Чекерская 15', Ахмерова, Обухова 60', Поздеева, Зуева, Конина, Неклюдова, Согрина. · Запасные: Радова 60'. · Тренер: Юлия Баталова. | |            |                     |                       |

| 23 июля 2022 13 тур | Ростов (Ростов-на-Дону) | 0:0 (0:0) | Локомотив | Новошахтинск         |
| 17:00 МСК |                         | Протокол  |           | Стадион: Центральный |
| Ростов-на-Дону: Чернышова, Голощекова (К) 89', Чередина, Шадрина, Ширинских 71', Дударева, Пестерова, Родионенко, Чернышова 83', Шалимова 51', Винникова 73'. · Запасные: Терихова, Исупова 89', Макарова 83', Вихрева, Шешкиль 73'. · Тренер: Яна Чуб. · Локомотив: Агапкина (К), Лушникова, Соловьёва 77', Шувалова, Гненная 60', Ларина, Мишурина, Присяжнюк, Савина, Стельмахова 60', Юкляева 89'. · Запасные: Берестовицкая, Нестерович, Болдырева 60', Агеева 77', Чижевская 60', Зальмиева 89'. · Тренер: Александр Заякин. |                         |           |           |                      |

| 30 июля 2022 14 тур | Рубин (Казань) | 0:3 (0:1) | Локомотив                                  | Казань         |
| 13:00 МСК |                | Протокол  | Стельмахова 32′ · Юкляева 52′ · Агеева 85′ | Стадион: Рубин |
| Казань: Несветаева, Куркина (К), Савчук, Чернышова, Безобразова, Иванова 65', Овечкина, Цыплова 77', Матвеева, Прошина, Хакимова. · Запасные: Хабибрахманова, Альмеева 77', Волкова, Гиматдинова, Елеференко, Закирова, Шакирова 65', Фукс. · Тренер: Илья Ульянин. · Локомотив: Агапкина (К), Гиба, Лушникова, Соловьёва 45' 56', Шувалова, Ларина 79', Мишурина, Присяжнюк 56', Стельмахова 73', Чижевская, Юкляева 73'. · Запасные: Берестовицкая, Болдырева 56', Агеева 73', Савина, Зальмиева 56', Гненная 79', Орлова 73'. · Тренер: Александр Заякин. |                |           |                                            |                |

| 7 августа 2022 15 тур | Локомотив                                                                  | 5:0 (2:0) | Енисей (Красноярск) | Москва                |
| 13:30 МСК | Долгова 29′ · Долгова 38′ · стельмахова 80′ · Чижевская 87′ · Мишурина 88′ | Протокол  |                     | Стадион: Сапсан Арена |
| Локомотив: Агапкина (К), Гиба, Лушникова, Морозова 46', Соловьёва 61', Шувалова 14', Долгова 46', Ларина, Чижевская, Юкляева 75', Ильиных 46'. · Запасные: Берестовицкая, Присяжнюк 61', Слободчикова 46', Стельмахова 46', Агеева, Лакеева, Мишурина 46', Зальмиева 75', Орлова. · Тренер: Александр Заякин. · Красноярск: Сержантова, Жудина, Шаванда 46', Янушкявичус, Арцимович, Булгакова 63', Варавка, Люкаева (К) 63', Россова 31', Васильева 15', Шелохвостова 78'. · Запасные: Плотникова 46', Белоногова 31', Смирнова 63', Кузьмина, Лопатина 78', Мархамова 63'. · Тренер: Евгений Алексеев. |                                                                            |           |                     |                       |

| 13 августа 2022 16 тур | Звезда-2005 (Пермь) | 0:6 (0:1) | Локомотив                                                                               | Пермь                          |
| 08:00 МСК |                     | Протокол  | Чижевская 3′ · Соловьёва 59′ · Гненная 66′ · Агеева 75′ · Зальмиева 78′ · Лушникова 90′ | Стадион: манеж «Пермь Великая» |
| Пермь: Шарафутдинова, Нургалиева, Смирнова, Фасхутдинова, Пипич, Поздеева (К), Рогожкина, Зуева, Конина 62', Неклюдова 62', Согрина. · Запасные: Вако, Гуриенко, Обухова 90', Радова 62', Труш 62' 90'. · Тренер: Юлия Баталова. · Локомотив: Берестовицкая, Гиба, Лушникова (К), Соловьёва 62', Шувалова 73', Ларина, Мишурина, Слободчикова, Стельмахова 34', Чижевская 46', Юкляева 73'. · Запасные: Еремеева, Присяжнюк 34', Агеева 73', Савина, Зальмиева 62', Гненная 46', Орлова 73'. · Тренер: Александр Заякин. |                     |           |                                                                                         |                                |

| 26 августа 2022 18 тур | Зенит (Санкт-Петербург)                                        | 3:4 (1:2) | Локомотив                                               | Санкт-Петербург |
| 19:00 МСК | Шестернёва 23′ · Шестернёва 65′ (пен.) · Шестернёва 90′ (пен.) | Протокол  | Юкляева 15′ · Юкляева 39′ · Юкляева 50′ · Лушникова 81′ | Стадион: Смена  |
| Санкт-Петербург: Толибекова, Пирогова 50', Соколова, Власова, Медведь, Шарифова, Андреева (К), Овсяникова, Сорокина, Федишина, Шестернёва 74'. · Запасные: Алешина, Батова, Добрина, Кривошеенко 50', Курохтина, Банул. · Тренер: Алексей Тарасюк. · Локомотив: Агапкина (К) 90', Лушникова, Соловьёва 28' 51', Шувалова, Ларина, Мишурина 87', Савина, Слободчикова 51', Чижевская, Юкляева 69' 87', Ильиных 46'. · Запасные: Берестовицкая, Присяжнюк 51' 65', Стельмахова 46', Гиба 87', Агеева 87', Зальмиева 51', Гненная. · Тренер: Александр Заякин. |                                                                |           |                                                         |                 |

| 10 сентября 2022 19 тур | Чертаново (Москва) | 1:1 (0:1) | Локомотив    | Москва                   |
| 17:00 МСК | Петрунькина 64′    | Протокол  | Соловьёва 9′ | Стадион: Арена Чертаново |
| Москва: Дудорова, Данилочкина, Карагезян (К), Крученкова, Прохорченко, Разворотнева 46', Удовиченко 39', Березанская 41' 46', Петрунькина, Петухова, Сёмина. · Запасные: Любимова, Селихова, Волкова, Станишич, Захарова 46', Колесник, Борисова 46'. · Тренер: Наталья Титкова. · Локомотив: Берестовицкая, Гиба 74', Лушникова (К), Соловьёва 74', Шувалова, Гненная 46', Мишурина, Присяжнюк 46', Стельмахова 56' 78', Чижевская, Юкляева. · Запасные: Еремеева, Болдырева 46', Агеева 74', Савина 74', Лакеева, Зальмиева 46', Орлова. · Тренер: Александр Заякин. |                    |           |              |                          |

| 18 сентября 2022 20 тур | Локомотив                                | 3:0 (2:0) | Рязань-ВДВ (Рязань) | Москва                |
| 11:00 МСК | Юкляева 31′ · Юкляева 37′ · Мишурина 57′ | Протокол  |                     | Стадион: Сапсан Арена |
| Локомотив: Агапкина (К), Гиба 69', Лушникова, Соловьёва 56', Шувалова 81', Зальмиева 61', Мишурина, Присяжнюк 85', Чижевская, Юкляева 56', Болдырева 69'. · Запасные: Берестовицкая, Агеева 56', Савина 69', Гненная 56', Лакеева 85', Орлова 69'. · Тренер: Александр Заякин. · Рязань: Исайкина (К), Базарова, Баркова, Бенкевич 85', Дьякова, Ильина 12', Коноваева, Серова 76', Табукова 90', Тихон 46', Шатилова 90'. · Запасные: Пестова, Лалиева 46', Тельтевская 90', Клачкова 90', Портная 76', Угольникова 85'. · Тренер: Иван Квасов. |                                          |           |                     |                       |

| 24 сентября 2022 21 тур | Химки-УОР (Московская область) | 0:1 (0:0) | Локомотив     | Егорьевск       |
| 12:00 МСК |                                | Протокол  | Лушникова 76′ | Стадион: УОР №5 |
| Московская область: Гурьева К., Бирюкова, Гурьева П., Немцева, Гоменко 81', Литвиненко 41', Лутфуллина 65', Жукова, Петкус (К), Сорокина, Становова 81'. · Запасные: Приходько, Аникина, Сидоркина 81', Богодельщикова, Жукова, Ишмухаметова 41', Квачантирадзе 81', Стельмахова 65', Кузнецова. · Тренер: Дмитрий Кудряшов. · Локомотив: Агапкина (К), Лушникова, Шувалова, Гненная, Долгова 46', Мишурина 87', Савина, Чижевская, Юкляева 87', Машина 72', Морина 67'. · Запасные: Берестовицкая, Присяжнюк 46', Стельмахова 72', Болдырева, Гиба, Соловьёва 67', Агеева 87', Зальмиева 87'. · Тренер: Александр Заякин. |                                |           |               |                 |

| 1 октября 2022 22 тур | Крылья Советов (Самара) | 0:3 (0:2) | Локомотив                                  | Самара             |
| 15:00 МСК |                         | Протокол  | Уиллиамс 34′ · Уиллиамс 39′ · Уиллиамс 81′ | Стадион: Металлург |
| Самара: Прокопьева, Дёгтева, Дианова 37', Дурнова, Пономарева, Чудилина, Иванова А. 85' 86', Иванова С., Рябова, Солодухина, Руднева 58'. · Запасные: Иванова Д., Погосян, Соловова 58', Гусарова, Гусарова, Казиева 37', Никифорова, Романова 86'. · Тренер: Галина Комарова. · Локомотив: Агапкина (К), Уиллиамс 83', Лушникова, Шувалова, Гненная, Долгова 61', Мишурина 74', Присяжнюк, Савина, Чижевская, Юкляева 74'. · Запасные: Берестовицкая, Слободчикова 74', Стельмахова 61', Гиба, Соловьёва 83', Агеева, Зальмиева 74', Ларина. · Тренер: Александр Заякин. |                         |           |                                            |                    |

| 16 октября 2022 23 тур | Локомотив                    | 2:0 (2:0) | ЦСКА (Москва) | Москва                |
| 12:00 МСК | Соловьёва 15′ · Мишурина 23′ | Протокол  |               | Стадион: Сапсан Арена |
| Локомотив: Агапкина (К), Шувалова, Савина, Лушникова, Морозова, Гненная 62', Рузина 80', Чижевская, Соловьёва 80', Зальмиева 68', Мишурина 90'. · Запасные: Берестовицкая, Присяжнюк, Слободчикова 68', Стельмахова 80', Болдырева, Гиба, Агеева 90', Орлова 80'. · Тренер: Александр Заякин. · Москва: Тодуа 39', Клюкина 69', Насибуллова 34', Печерская, Еременко 37', Ермакова, Кисконен, Королева 86', Семенова (К), Смирнова 66' 75', Степанова. · Запасные: Асабина, Виноградова, Сеноедова 75', Скотникова, Греули, Кишмахова 37', Романова 86', Чириченко. · Тренер: Георгий Шебаршин. |                              |           |               |                       |

| 23 октября 2022 24 тур | Локомотив    | 1:2 (1:1) | Динамо (Москва)               | Москва                |
| 15:00 МСК | Уиллиамс 20′ | Протокол  | Котельникова 28′ · Азеева 90′ | Стадион: Сапсан Арена |
| Локомотив: Агапкина (К), Морозова 69', Савина, Лушникова, Шувалова 83', Гненная 62', Слободчикова 8', Чижевская, Уиллиамс 81', Юкляева, Мишурина 87'. · Запасные: Берестовицкая, Присяжнюк 62', Стельмахова 8' 24', Болдырева, Гиба, Соловьёва 81', Агеева, Зальмиева. · Тренер: Александр Заякин. · Москва: Таранченко, Первушина, Абашилова, Елисеева, Нестерович, Гейбиева, Дричева, Комиссарова, Котельникова, Памен Тчато, Яковенко 74'. · Запасные: Щервянина, Кузищина, Голева, Азеева 74', Рыжих, Сугоробова, Рубцова, Туманова, Яковлева. · Тренер: Сергей Лаврентьев. |              |           |                               |                       |

| 2 ноября 2022 25 тур | Локомотив                                   | 3:0 (1:0) | Краснодар (Краснодар) | Москва                                     |
| 14:00 МСК | Соловьёва 5′ · Уиллиамс 52′ · Болдырева 83′ | Протокол  |                       | Стадион: Сапсан Арена Судья: Юлия Веселова |
| Локомотив: Агапкина (К), Морозова 87', Савина, Лушникова, Присяжнюк, Мишурина, Чижевская, Уиллиамс 73', Юкляева 67', Долгова 87', Соловьёва 73'. · Запасные: Берестовицкая, Стельмахова 73', Болдырева 73', Гиба, Агеева 87', Зальмиева 67' 76', Шувалова 87'. · Тренер: Александр Заякин. · Краснодар: Санжаровская, Бурун (К) 87', Жаркова, Барвинок, Буткевич, Ливерко 46', Нестеренко, Новосад 69', Самойленко 87', Воротынцева, Шуба.br>Запасные: Бачурина, Вартанян 87', Шершунова, Миляева, Пестрецова 87', Ястребинская 69', Болдырева 46'. · Тренер: Андрей Горбань. |                                             |           |                       |                                            |

| 5 ноября 2022 26 тур | Локомотив                                                             | 5:1 (3:0) | Ростов (Ростов-на-Дону) | Москва                                       |
| 15:00 МСК | Уиллиамс 1′ · Долгова 42′ · Соловьёва 44′ · Долгова 49′ · Юкляева 76′ | Протокол  | Винникова 88′           | Стадион: Сапсан Арена Судья: Любовь Тарбеева |
| Локомотив: Агапкина (К), Морозова 72', Савина 72', Лушникова, Шувалова, Мишурина 60', Соловьёва 60', Чижевская, Уиллиамс 60', Юкляева, Долгова 79'. · Запасные: Берестовицкая, Присяжнюк 72', Стельмахова 60', Болдырева 60', Гиба 72', Агеева 79', Лакеева. · Тренер: Александр Заякин. · Ростов-на-Дону: Чернышова 81', Голощекова (К), Чередина, Ширинских, Вихрева 46', Дударева, Пестерова 86', Родионенко, Шалимова, Юхаева, Винникова. · Запасные: Терихова 81', Макарова 46', Молоканова, Соложенкина, Шешкиль 86'. · Тренер: Яна Чуб. |                                                                       |           |                         |                                              |

##### Результаты по турам
| Тур   | 01 | 02 | 03 | 04 | 05 | 06 | 07 | 08 | 09 | 10 | 11 | 12 | 13 | 14 | 15 | 16 | 17 | 18 | 19 | 20 | 21 | 22 | 23 | 24 | 25 | 26 |
| ----- | -- | -- | -- | -- | -- | -- | -- | -- | -- | -- | -- | -- | -- | -- | -- | -- | -- | -- | -- | -- | -- | -- | -- | -- | -- | -- |
| Поле  | Д  | В  | Д  | В  | Д  | Д  | В  | В  | Д  | В  | Д  |    | В  | В  | Д  | В  |    | В  | В  | Д  | В  | В  | Д  | Д  | Д  | Д  |
| Итог  | В  | В  | П  | В  | В  | В  | П  | В  | П  | Н  | В  |    | Н  | В  | В  | В  |    | В  | Н  | В  | В  | В  | В  | П  | В  | В  |
| Место | 2  | 1  | 6  | 5  | 3  | 1  | 2  | 2  | 3  | 3  | 2  | 4  | 3  | 2  | 2  | 2  | 2  | 2  | 2  | 2  | 2  | 1  | 1  | 1  | 1  | 1  |

Источник: Женская футбольная лига

Поле: Д = дома; В = на выезде. Итог: Н = ничья; П = команда проиграла; В = команда выиграла; О = матч отложен.

##### Турнирная таблица
| Поз | Команда        | И  | В  | Н | П  | МЗ | МП | РМ  | О  |
| --- | -------------- | -- | -- | - | -- | -- | -- | --- | -- |
| 1   | Локомотив      | 24 | 17 | 3 | 4  | 64 | 15 | +49 | 54 |
| 2   | Динамо         | 24 | 17 | 2 | 5  | 51 | 24 | +27 | 53 |
| 3   | Крылья Советов | 24 | 15 | 4 | 5  | 50 | 18 | +32 | 49 |
| 4   | Зенит          | 24 | 14 | 3 | 7  | 65 | 28 | +37 | 45 |
| 5   | Краснодар      | 24 | 13 | 5 | 6  | 59 | 25 | +34 | 44 |
| 6   | Ростов         | 24 | 13 | 3 | 8  | 35 | 35 | 0   | 42 |
| 7   | ЦСКА           | 24 | 12 | 5 | 7  | 40 | 17 | +23 | 41 |
| 8   | Чертаново      | 24 | 11 | 4 | 9  | 34 | 29 | +5  | 37 |
| 9   | Химки-УОР      | 24 | 9  | 2 | 13 | 35 | 37 | -2  | 29 |
| 10  | Рубин          | 24 | 5  | 6 | 13 | 20 | 43 | -23 | 21 |
| 11  | Рязань-ВДВ     | 24 | 5  | 3 | 16 | 20 | 51 | -31 | 18 |
| 12  | Звезда-2005    | 24 | 3  | 2 | 19 | 16 | 96 | -80 | 11 |
| 13  | Енисей         | 24 | 1  | 0 | 23 | 7  | 78 | -71 | 3  |

Обновлено для матчей, сыгранных на 05.11.2022. Источник: ЖФЛ

##### Статистика выступлений
| Итого | Итого | Итого | Итого | Итого | Итого | Итого | Итого | Дома | Дома | Дома | Дома | Дома | Дома | На выезде | На выезде | На выезде | На выезде | На выезде | На выезде |
| И     | О     | В     | Н     | П     | МЗ    | МП    | РМ    | В    | Н    | П    | МЗ   | МП   | РМ   | В         | Н         | П         | МЗ        | МП        | РМ        |
| ----- | ----- | ----- | ----- | ----- | ----- | ----- | ----- | ---- | ---- | ---- | ---- | ---- | ---- | --------- | --------- | --------- | --------- | --------- | --------- |
| 24    | 54    | 17    | 3     | 4     | 64    | 15    | +49   | 9    | 0    | 3    | 40   | 9    | +31  | 8         | 3         | 1         | 24        | 6         | +18       |